# Exposition d'Art Français
L'Exposition d'Art Français (Exposició d'Art Francès) fou una exposició artística inaugurada al Palau de les Belles Arts de Barcelona el 23 d'abril de 1917, en plena Primera Guerra Mundial. Es van exposar 1.458 obres entre pintura, escultura, arquitectura i arts decoratives, i fou organitzada per la Société del Artistes Français, la Société Nationale de Beaux Arts i el Salon d'Automne, arran de la petició d'un col·lectiu d'artistes catalans vinculats a París, que volien agrair als francesos la forta influència cultural i artística rebuda en els anys immediatament anteriors a la Gran Guerra.
Es van poder veure els tapissos de Gobelins, obres de Gustave Courbet, Paul Cézanne, Degas, Gauguin, Manet, Puvis de Chavannes, Seurat o Renoir. No es van incloure obres cubistes. Moltes de les obres exposades van ser adquirides per l'administració catalana i una altra part important pel col·leccionisme privat català. El 2014 es va realitzar l'exposició Barcelona Zona Neutral 1914-1918 a la Fundació Joan Miró on es van poder veure de nou alguna d'aquestes obres.